# Dobieszów (Kędzierzyn-Koźle)
Pour les articles homonymes, voir Dobieszów.
Dobieszów est une localité polonaise de la gmina de Pawłowiczki, située dans le powiat de Kędzierzyn-Koźle en voïvodie d'Opole.